# Josep Oromí i Muntada
Josep Oromí i Muntada (Coll de Nargó el 1837 - 1915) fou un pintor andorrà, entre els més prolífics de la segona part del segle xix. Es destaca sobretot per les seves obres murals religioses en Andorra, a Catalunya i al Rosselló La seva formació no està documentada. Es va instal·lar com a pintor des dels seu 20 anys, i obrir una societat de pintura religiosa amb els seus germans poc després. Es dedicava a pintar murals a les esglésies del país.

## Obra

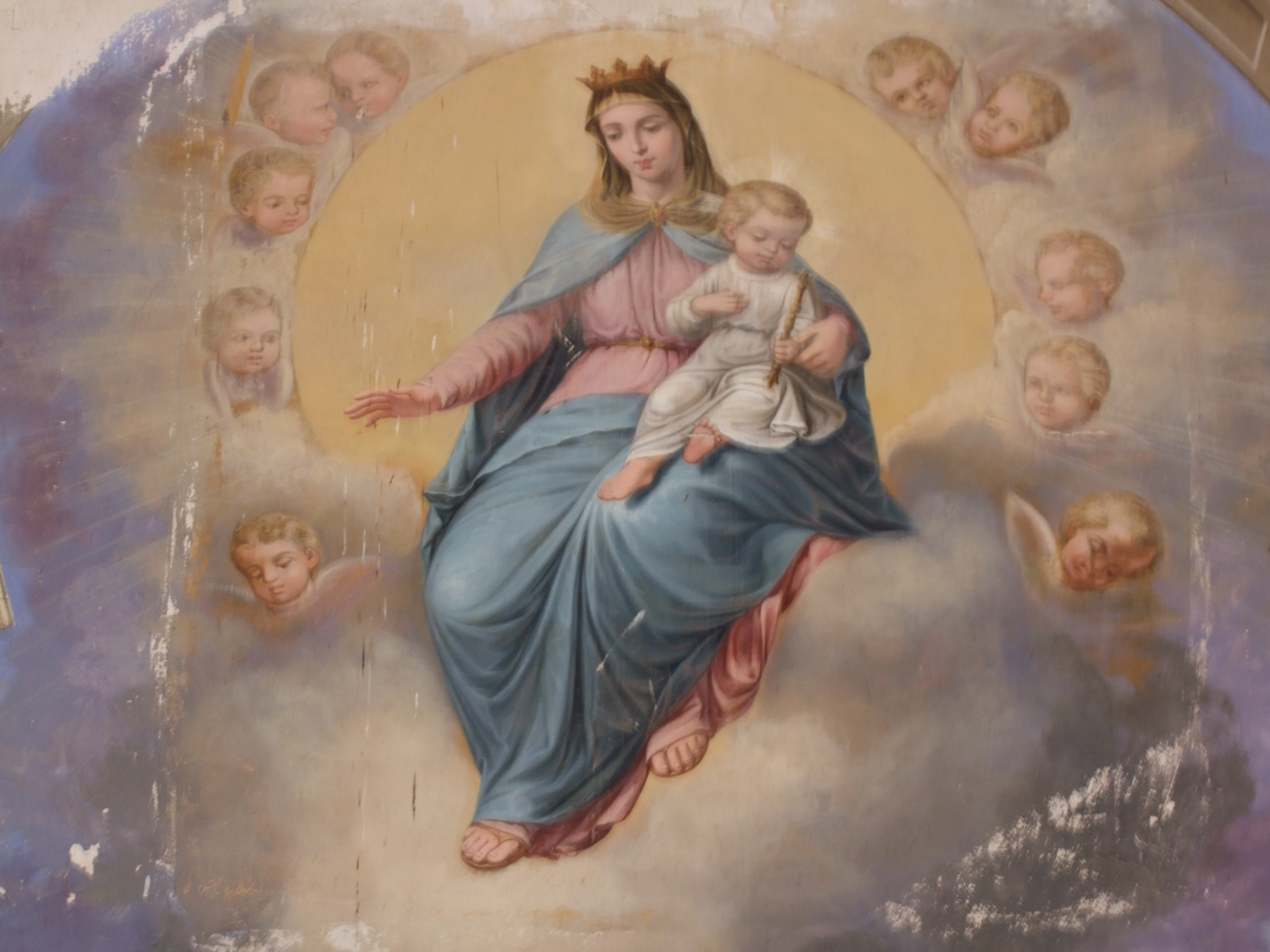
Nostra Senyora dels Àngels. Pintures maroflada del convent dels Caputxins de Ceret per Josep Oromi

La seva obra més important és el conjunt mural de Sant Climent del Coll de Nargó. Va crear les pintures murals de Nostra Senyora de Meritxell (1866) destruïda el 1972 pel foc, les de Sant Joan de Sispony; de Sant Miquel i Sant Joan de la Mosquera i el Sant Ermengol de l'Aldosa. També fou l'autor dels murals de la capella de la Casa de la Vall, el parlament andorrà. Aquesta és una mostra ben visible de la religiositat del país, abans d'iniciar les sessions parlamentàries els consellers (diputats) pregaven a la capella construïda expressament just davant de l'hemicicle.
Gran part de la seva obra va ser pintada al Rosselló. Així, Nostra Senyora dels Àngels de Palau de Cerdanya, Sant Vicens de Claira, Sant Sulpici de Bouleternère, Sant Saturni d'Enveitg et Sant Miquel de Conques. Va pintar tres murals a Ceret : dos a l'església Sant Pere i una gran a la capella Nostra Dama dels Àngels de l'antic convent dels caputxins.

Per Mercè Pujol, l'estil Josep Oromi st 
| « | molt personal i peculiar; és a dir, té una manera de fer pròpia que permet identificar i reconèixer les seves composicions. Utilitza una sèrie d'elements i motius ornamentals que va repetint en les seves obres [...], que li serveixen per integrar els elements antics amb la nova decoració de l'església | » |

Una de les seves tècniques més comunes és el trompe l'oeil per modificar visualment l'entorn arquitectural i integrar la seva pintura.